# رأس فيلوك
رأس فيلوك (بالصومالية: Boolimoog)‏ ، (بالإنجليزية: Cape Elephant)‏ بالمعروفة أيضًا باسم (بالعربية: رأس الفيل) ، هو رأس في غواردافوي (محافظة) في باري شمال شرق لولاية أرض البنط. تقع في ولاية بونت لاند المتمتعة بالحكم الذاتي.

## علم أصول الكلمات
رأس الفيلوك تعني رأس الفيل باللغة العربية. بدلاً من ذلك ، يُعرف باسم جبل الفيل ، والذي يُترجم إلى جبل الفيل (جبل بمعني الجبل باللغة العربية).